# Autosticha
Autosticha is een geslacht van vlinders van de familie dominomotten (Autostichidae), uit de onderfamilie Autostichinae.

## Soorten
- A. academica Meyrick, 1922
- A. acharacta Meyrick, 1918
- A. affixella (Walker, 1864)
- A. ansata Meyrick, 1931
- A. aspasta Meyrick, 1908
- A. aureolata Meyrick, 1908
- A. authaema (Meyrick, 1906)
- A. auxodelta Meyrick, 1916
- A. banausopa (Meyrick, 1929)
- A. binaria Meyrick, 1908
- A. calceata Meyrick, 1908
- A. conciliata Meyrick, 1925
- A. crocothicta Meyrick, 1916
- A. chernetis (Meyrick, 1906)
- A. chlorodelta (Meyrick, 1906)
- A. deductella (Walker, 1864)
- A. demetrias Meyrick, 1908
- A. demias Meyrick, 1886
- A. demotica Meyrick, 1908
- A. dianeura Meyrick, 1939
- A. dimochla Meyrick, 1935
- A. emmetra Meyrick, 1921
- A. encycota Meyrick, 1922
- A. enervata Meyrick, 1929
- A. euryterma Meyrick, 1920
- A. exemplaris Meyrick, 1916
- A. flavescens Meyrick, 1916
- A. guttulata Meyrick, 1925
- A. iterata Meyrick, 1916
- A. merista Clarke, 1971
- A. naulychna Meyrick, 1908

- A. nothriforme (Walsingham, 1897)
- A. nothropis Meyrick, 1921
- A. pachysticta

Japanse jeneverbespalpmot Meyrick, 1936
- A. pelaea Meyrick, 1908
- A. pelodes (Meyrick, 1883)
- A. perixantha Meyrick, 1914
- A. petrotoma Meyrick, 1916
- A. phaulodes Meyrick, 1908
- A. protypa Meyrick, 1908
- A. relaxata Meyrick, 1916
- A. siccivora Meyrick, 1935
- A. silacea Bradley, 1962
- A. solita Meyrick, 1923
- A. solomonensis Bradley, 1957
- A. spilochorda Meyrick, 1916
- A. stagmatopis Meyrick, 1923
- A. strenuella (Walker, 1864)
- A. symmetra (Turner, 1919)
- A. tetrapeda Meyrick, 1908
- A. thermopis Meyrick, 1923
- A. triangulimaculella (Caradja, 1928)
- A. vicularis Meyrick, 1911
- A. xanthograpta Meyrick, 1916